# Phrurolithus insularis
Phrurolithus insularis là một loài nhện trong họ Phrurolithidae.
Loài này thuộc chi Phrurolithus. Phrurolithus insularis được Alexander Petrunkevitch miêu tả năm 1930.